# Cyanophrys argentinensis
Cyanophrys argentinensis is een vlinder uit de familie van de Lycaenidae. De wetenschappelijke naam van de soort is voor het eerst geldig gepubliceerd in 1946 door Clench. De soort komt voor in Colombia, Argentinië en Paraná (Brazilië).

## Synoniemen
- Cyanophrys runa D'Abrera, 1995 (nom. nud.)
- Plesiocyanophrys lamellatus Johnson & Kruse, 1997
- Plesiocyanophrys paranensis Johnson & Kruse, 1997
- Plesiocyanophrys angela Johnson & Kruse, 1997
- Plesiocyanophrys runa Bálint & Johnson, 1998